# 道泉町
道泉町（どうせんちょう）は、愛知県瀬戸市道泉連区の町名。丁番を持たない単独町名である。

## 地理
- 瀬戸市の中央部に位置する[8]。西を東十三塚町・安戸町、北を東安戸町、東を西谷町、南を元町・滝之湯町と隣接している[8]。
- 当地は1904・05年（明治37・38年）頃まで山畑であった[9]。
- 丘陵地斜面に発達した町域で、住宅と陶磁器関係の小工場が混在する[8]。

### 学区
市立小・中学校に通う場合、学区は以下の通りとなる。また、公立高等学校普通科に通う場合の学区は以下の通りとなる。
| 番・番地等 | 小学校                 | 中学校                 | 高等学校 |
| ---------- | ---------------------- | ---------------------- | -------- |
| 全域       | 瀬戸市立にじの丘小学校 | 瀬戸市立にじの丘中学校 | 尾張学区 |

## 歴史

### 町名の由来
昔、この辺りを通る中馬街道の脇道の下から泉が湧き出ていた。1925年（大正14年）、この地に小学校を作るのに土を運び出すと泉が出なくなったが、地元の人は学問の道は汲めども尽きない泉であってほしいという願いから道泉という地名を付けたといわれる。

### 沿革
- 1942年（昭和17年）1月9日 - 瀬戸市大字瀬戸字安戸[注釈 1]の一部により、同市道泉町として成立[2]。

## 世帯数と人口
2025年（令和7年）2月1日現在の世帯数と人口は以下の通りである。
| 町丁   | 世帯数  | 人口  |
| ------ | ------- | ----- |
| 道泉町 | 156世帯 | 342人 |

### 人口の変遷
国勢調査による人口の推移
| 1995年（平成7年）  | 499人 | [ 14 ] |  |
| 2000年（平成12年） | 439人 | [ 15 ] |  |
| 2005年（平成17年） | 423人 | [ 16 ] |  |
| 2010年（平成22年） | 406人 | [ 17 ] |  |
| 2015年（平成27年） | 372人 | [ 18 ] |  |
| 2020年（令和2年）  | 320人 | [ 19 ] |  |

### 世帯数の変遷
国勢調査による世帯数の推移。
| 1995年（平成7年）  | 158世帯 | [ 14 ] |  |
| 2000年（平成12年） | 148世帯 | [ 15 ] |  |
| 2005年（平成17年） | 146世帯 | [ 16 ] |  |
| 2010年（平成22年） | 147世帯 | [ 17 ] |  |
| 2015年（平成27年） | 144世帯 | [ 18 ] |  |
| 2020年（令和2年）  | 135世帯 | [ 19 ] |  |

## 交通

### 鉄道
町内に鉄道は走っていない。最寄り駅は名鉄瀬戸線尾張瀬戸駅になる。

### バス
町内にバスは走っていない。最寄りのバス停は、名鉄バス「しなの線（瀬戸北線）」【1】【1H】【2】【2H】系統、同「東山線」【16H】【17H】系統の滝之湯バス停になる。

### 道路
町域に国道・県道は通っていない。

## 施設
- 旧・瀬戸市立道泉小学校[8] ： 1926年（大正15年）に瀬戸道泉尋常小学校として開校[20]。2020年（令和2年）に近隣の小中学校との統合で閉校となる[21]。閉校前年の児童数は209人、教職員数は22人であった[22]。
- 瀬戸SOLAN小学校 ： 2020年に廃校になった本山中学校の校舎やグラウンドを改修して、2021年（令和3年）に開校した私立小学校[23]。相模原市の私立LCA国際小学校の提携校で、グローバルシチズンシップの育成を建学の精神としている[24]。2023年（令和5年）5月1日現在の児童数は246人、教員数は41人[25]。
  - 旧・瀬戸市立本山中学校[8] ： 1951年（昭和26年）に瀬戸市立第四中学校として開校し[26]、1978年（昭和53年）に現在地に移転[27]。2020年に近隣の小中学校との統合で閉校となる[21]。閉校前年の生徒数は18人、教職員数は15人であった[22]。
- 瀬戸市 道泉地域交流センター ： 旧道泉公民館[8]が担ってきた生涯学習の機能に加え、物品販売や企業や個人が主催するヨガ・料理教室などができる施設[28]。
- 道泉町ちびっこ広場 ： 町の中央部にある小さな公園。すべり台・雲梯・砂場がある。

- 旧・瀬戸市立道泉小学校
- 瀬戸SOLAN小学校
- 瀬戸市 道泉地域交流センター
- 道泉町ちびっこ広場

## その他

### 日本郵便
- 郵便番号 : 489-0054[6]（集配局：瀬戸郵便局[29]）。